# Maximas habet divitias qui nullas desiderat
Maximas habet divitias qui nullas desiderat  лат. (изговор: максимас хабет дивицијас кви нулас дезидерат). Највише има  ко ништа не жели. (Публилије Сиранин)

## Поријекло изреке
Изговорио Публилије Сиранин римски писац  сентенција које су цвјетале у првом вијеку п. н. е.

## Тумачење
Публилије тврди да највише има онај ко ништа не жели.  Претјеране и незајажљиве жеље постају опсесија и мора, прогоне човјека, и како је такав увијек неостварен, он ништа и нема – имућан  је онај ко је  срећан с малим и могућим, а богат онај ко ништа и нежели.